# Четырёхугольный волосатый краб
Четырёхугольный волосатый краб (лат. Erimacrus isenbeckii) — вид крабов, обитающий от Авачинской губы и западного побережья Камчатки до Цусимского пролива и залива Сендай от линии отлива до глубины 350 метров.
Панцирь и все ноги краба покрыты короткими волосками. Ширина панциря почти равна его длине, достигает 10—12 см.
Питается различными мелкими моллюсками и ракообразными.

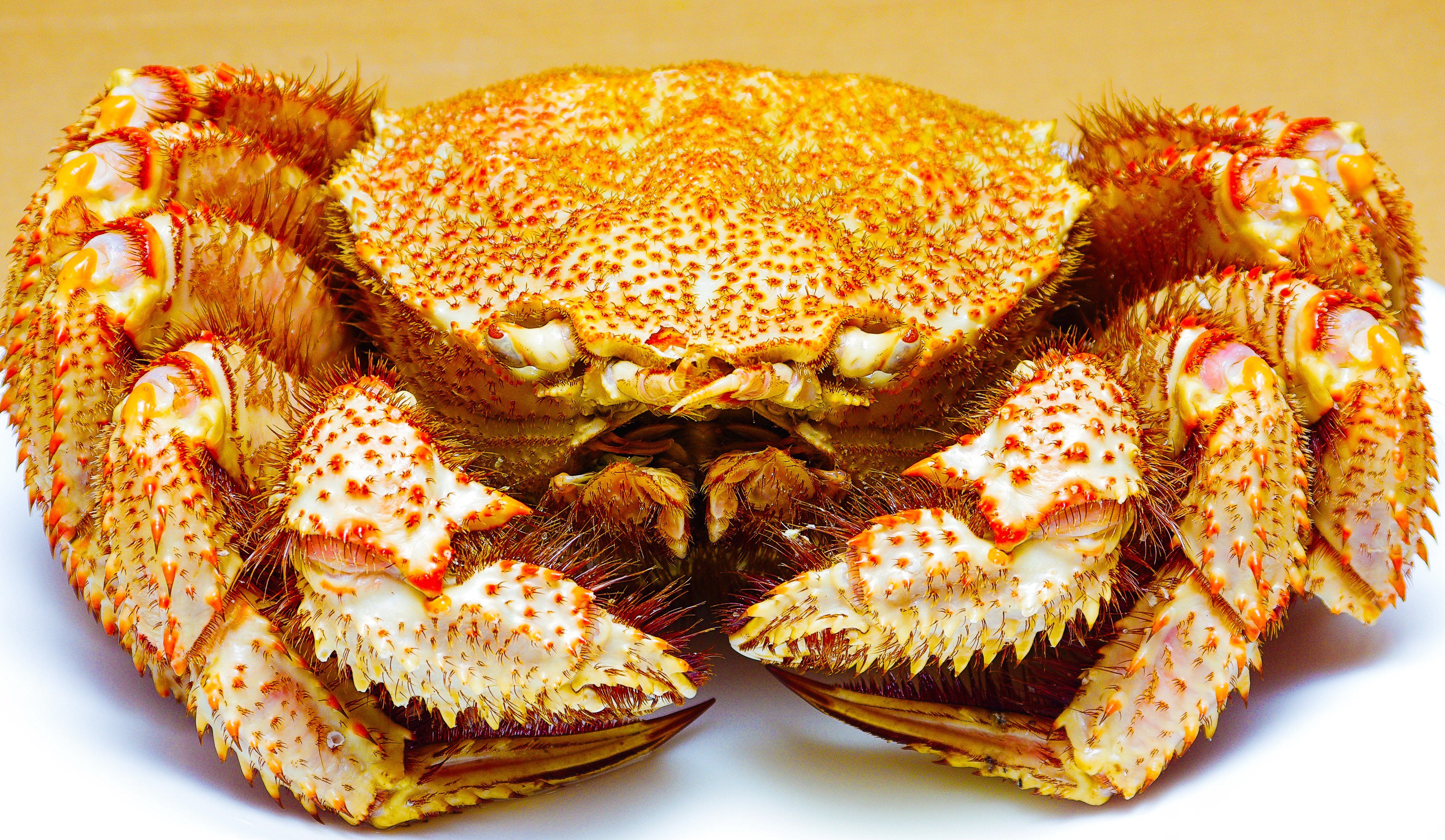
Отварной краб